# Русский духовный театр «Глас»
Русский духовный театр «Глас» — московский театр православной направленности.

## История театра
Русский духовный театр «ГЛАС» основан 24 апреля 1989 года выпускниками Высшего театрального училища им. М. С. Щепкина Никитой Астаховым и Татьяной Белевич.
В 1991 году РДТ «ГЛАС» получил статус государственного театра, его учредителем является Департамент культуры г. Москвы.
Спустя девять лет, театр обрёл, наконец, свой дом — небольшой особняк на малой Ордынке, 30. Учитывая большие заслуги театра, в 1998 году Правительство Москвы приняло решение о строительстве нового театрального комплекса на этом месте.
Создатели, руководители и ведущие актёры театра — заслуженные деятель искусств РФ Никита Астахов и заслуженный артист РФ Татьяна Белевич. Они смогли объединить вокруг себя талантливых людей и сформировать высокопрофессиональную труппу. И не просто создать новый театр, а утвердить свою творческую позицию — православных художников России. Впервые за последние десятилетия «ГЛАСу» удалось преодолеть искусственно созданный разрыв между церковью и театральным искусством. Никита Астахов и Татьяна Белевич — авторы оригинальных пьес.
Руководители Русского духовного театра «ГЛАС» принимали активное участие в восстановлении Храма Христа Спасителя (совместно с протоиереем Георгием Докукиным). Театр «ГЛАС» и сегодня участвует в общественной жизни страны: проводит различные мероприятия (Оптинский форум, секция Международных Рождественских чтений), организует благотворительные вечера для помощи детям-сиротам и инвалидам.
Спектакли театра отличаются разнообразием жанров и яркостью форм. В постановках звучит хоровая музыка в исполнении артистов театра. Специально для театра создают свои произведения деятели современного искусства: композиторы — заслуженный деятель искусств РФ Сергей Жуков, заслуженный деятель искусств РФ Владимир Довгань, Валерий Сариев, художники Татьяна Петрова-Латышева, Ольга Головачёва, балетмейстер Екатерина Пустовалова.
Многолетний опыт православных деятелей культуры в постсоветский период обобщён в вышедшей в 2008 году книге «Незримые ступени христианства» (авторы — Н. Астахов, Т. Белевич). В известной мере этот опыт воплощает идею великого русского православного писателя Н. В. Гоголя, провозгласившего: «Современный человек не может слиться прямо с Христом; с ярким светом Христовым человек не может прямо встретиться; нужны некие ступеньки христианства, которыми является искусство и, в частности, театр».

## Награды
Русский духовный театр «ГЛАС» — лауреат многих фестивалей, в том числе — награждён дипломами:
- VII Международного театрального форума «Золотой Витязь» (Москва) «За утверждение православных идеалов в русском театре»
- XVI Международного фестиваля духовной музыки «Магутны Божа» (Витебск, Белоруссия), за участие в фестивале, сохранение и развитие культурного наследия
- VI Рождественского фестиваля искусств «Россия Православная» (Москва), за труды на ниве возрождения русского православного искусства и культуры, за вклад в организацию и проведение фестиваля и многими другими.

Руководители и сотрудники РДТ «ГЛАС» имеют, в числе прочих, следующие награды:

— орден святого благоверного князя Даниила Московского III степени (Никита Астахов)

— орден святой равноапостольной княгини Ольги III степени (Татьяна Белевич)

— орден святителя Макария, митрополита Московского и всея Руси III степени (Никита Астахов)

— медаль священномученика Иоанна Рижского I степени (Никита Астахов)

— орден преподобного Сергия Радонежского III степени (Павел Шальнов)

— орден преподобного Сергия Радонежского III степени (Евгений Галаев)

— орден преподобного Сергия Радонежского III степени (Николай Калёнов)

## Коллектив театра
- Никита Астахов — художественный руководитель театра, заслуженный деятель искусств РФ
- Татьяна Белевич — директор театра, заслуженная артистка РФ
- Кирилл Белевич — режиссёр-постановщик
- Николай Каленов — заслуженный артист Чувашии
- Галина Маслакова — актриса
- Лариса Хорошилова — актриса
- Виктор Золотоног — актёр
- Наталья Шеховцева — актриса
- Наталья Корсукова — актриса
- Виктория Фатеева — актриса
- Карина Князева — актриса
- Анна Хапкина — актриса
- Ася Куликова — актриса
- Даниил Коробейников — актёр
- Мария Бялошицкая — актриса
- Екатерина Лисовая — актриса
- Мария Королёва — актриса
- Дарья Коларж — актриса
- Арсений Сорокин — актёр
- Александр Хохлов — актёр
- Евгений Березовский — актёр
- Никита Веремеев — актёр
- Дмитрий Крючков — актёр
- Андрей Гудим — актёр
- Антон Митнев — актёр
- Петр Урбановичус — артист-вокалист
- Елена Немцева — артистка-вокалистка
- Виктория Ярославцева — хормейстер
- Марина Филатова — главный художник
- Сергей Жуков — заведующий музыкальной частью, член Союза композиторов России
- Екатерина Аристархова — заместитель директора театра

## Репертуар
Репертуар театра — спектакли по произведениям святоотеческой литературы, русских классиков и современных авторов.
- Великая княгиня Е. Ф. Романова (Возвращение) (Н. Астахов, Т.Белевич, реж. Н.Астахов)
- Репетируем «Чайку» (А. П. Чехов, реж. Н. Астахов)
- Сергей Есенин (Н. Астахов, Т. Белевич, реж. Н.Астахов)
- Ванька, не зевай! (В. М. Шукшин, реж. Н. Астахов)
- Женитьба Бальзаминова (А. Н. Островский, реж. Н. Астахов)
- Живы будем — не помрём! (В. М. Шукшин, реж. Н.Астахов)
- За Русь святую (Н. Астахов, Т. Белевич, реж. Н. Астахов)
- Люби меня, как я тебя (В. Крупин, реж. Н.Астахов)
- Раб божий Николай (Н. В. Гоголь, реж. Н. Астахов)
- Развязка «Ревизора» (Н. В. Гоголь, реж. Н. Астахов)
- Светлое Воскресение (Н. Астахов, Т. Белевич, реж. Н. Астахов)
- Пасха на вятских увалах (А. Кононов, реж. А. Захарьев)
- Это сам Христос-малютка (Н. Астахов, Т. Белевич, реж. Н. Астахов)
- Село Степанчиково и… (Ф. М. Достоевский, реж. Н. Астахов)
- Корсунская легенда (Похвала Владимиру) (Н. Астахов, Т. Белевич, реж. Н. Астахов)
- Беда от нежного сердца (В. Соллогуб, реж. К. Белевич, Е. Лисовая)
- Дитя души (К. Леонтьев, реж. Н. Астахов)
- Русалочка (Х. К. Андерсен, реж. Т. Белевич, Е. Лисовая)
- Русский крест (Н. Мельников, реж. Н. Астахов)